# Parafia Matki Bożej Pocieszenia w Olszanicy
Parafia Matki Bożej Pocieszenia w Olszanicy – parafia rzymskokatolicka znajdująca się w archidiecezji przemyskiej w dekanacie Ustrzyki Dolne.

## Historia
Olszanica była wzmiankowana już w 1436 roku, lokowana na prawie wołoskim. 
W 1967 roku dekretem bpa Ignacego Tokarczuka została erygowana parafia, z wydzielonego terytorium parafii Uherce. Na kościół parafialny zaadaptowano dawną cerkiew.
Na terenie parafii jest 1 742 wiernych (w tym: Olszanica – 1 200, Stefkowa – 600).
Proboszczowie parafii:
1967–1993. ks. Kazimierz Tomasik.
1993–?. ks. Zygmunt Suski.
?–2004. ks. Stanisław Woźniak.
2004–? ks. Tomasz Surmacz.
nadal ks. Andrzej Barański.

## Kościół filialny
Parafia posiada kościół filialny w Stefkowej pw. Niepokalanego Poczęcia Najświętszej Maryi Panny, w (dawnej cerkwi św. Paraskewy). W 2015 roku rozpoczęto remont kościoła.

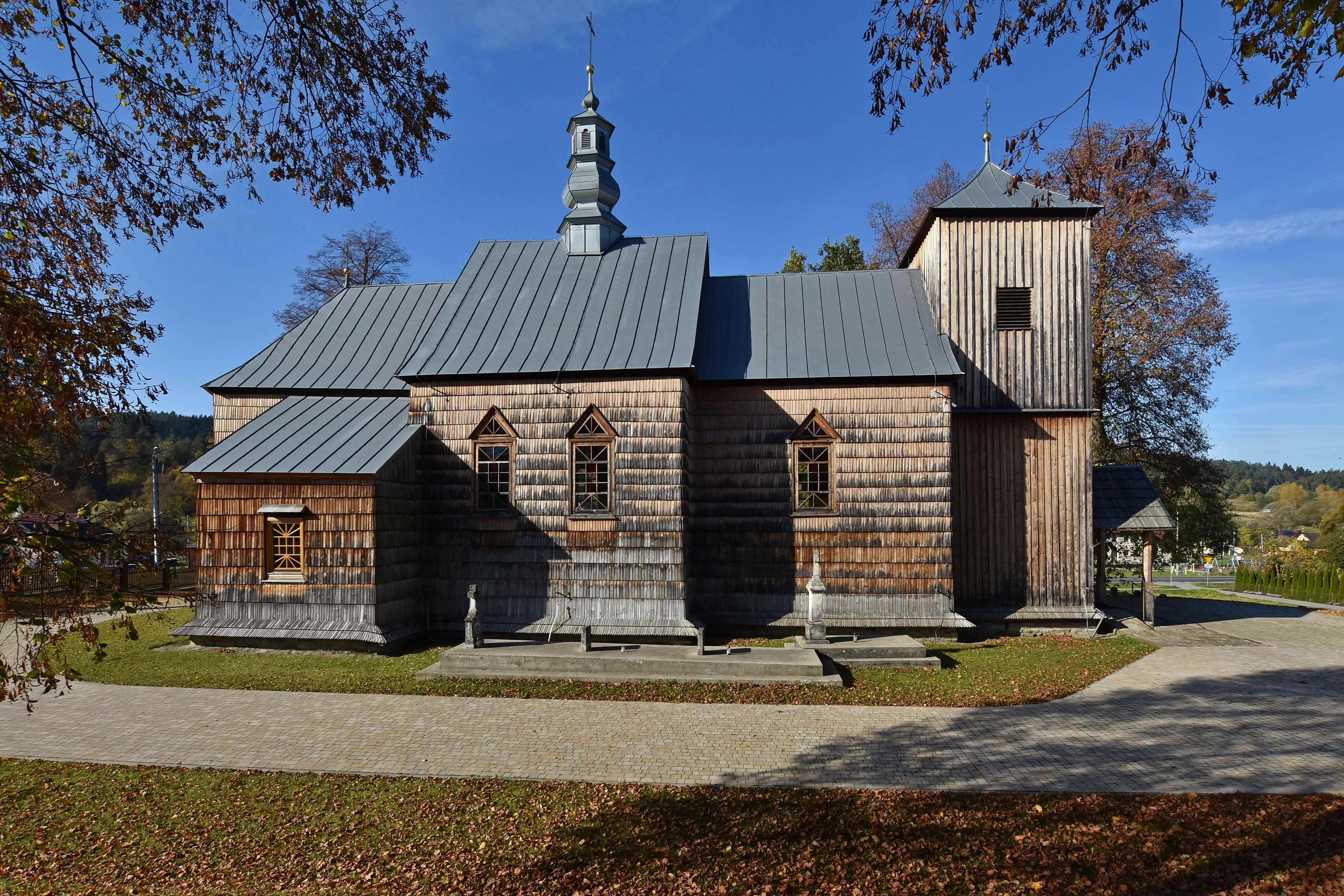
Kościół filialny w Stefkowej (dawna cerkiew)